# Wallace Ridge
Wallace Ridge est une census-designated place de la paroisse de Catahoula, en Louisiane, aux États-Unis. 